# Digimon Tamers: Bōkensha-tachi no Tatakai
Digimon Tamers: Bōkensha-tachi no Tatakai (デジモンテイマーズ 冒険者たちの戦い? lett. "Digimon Tamers: La battaglia degli avventurieri") è un film d'animazione giapponese del 2001 prodotto da Toei Animation e diretto da Tetsuo Imazawa. È il quinto film di Digimon ed è legato alla serie televisiva anime del 2001 Digimon Tamers.

## Trama
I Domatori stanno trascorrendo le vacanze estive e si dividono per divertirsi separatamente. Takato fa visita a suo cugino Kai ad Okinawa con Guilmon, Lee investiga su una meteora sottomarina con Terriermon e Ruki rimane in città con Renamon per proteggerla da eventuali Digimon invasori. Un Digimon malvagio di nome Mephistomon bioemerge sulla Terra ed avvia un piano che coinvolge la nuova mania dei virtual pet, noti come V-Pet, per mettere fuori uso le reti di telecomunicazioni e permettere così ai Digimon di giungere nel mondo reale indiscriminatamente. L'unico modo di fermare questo piano si nasconde nel corpo di Shisamon, il Digimon partner di Minami, la figlia del creatore dei V-Pet. I Domatori ed i loro Digimon non possono abbassare la guardia neanche un attimo, poiché devono combattere la loro battaglia più dura per salvare il mondo.

## Distribuzione

### Giappone
ll film è stato distribuito nei cinema giapponesi il 14 luglio 2001. Digimon Tamers: Bōkensha-tachi no Tatakai è stato distribuito, insieme a "Doredò Doremì - La montagna del non ritorno" e "Kinnikuman Second Generations", come parte del "Tōei Summer Anime Fair 2001".

### Stati Uniti
Il film è stato trasmesso in anteprima su Jetix negli Stati Uniti il 16 settembre 2005 con il titolo Digimon Tamers: Battle of Adventurers.